# Дискографија групе Green Day
Амерички панк рок бенд Грин деј објавио је дванаест студијских албума, два албума уживо, пет компилацијских албума, један саундтрек албум, четири видео албума, десет ЕПова, четири бокс сетова, четрдесет и три сингла, десет промотивних синглова и четрдесет и четири музичка видеа. Бенд је продао преко 85 милиона албума широм света, а укључујући 30 милиона албума продатих у Сједињеним Државама.
Прве студијске албуме 1,039/Smoothed Out Slappy Hours (који се налазе у оквиру албума 39/Smooth), објављени су 13. априла 1990. године. Други студијски албум под називом Kerplunk објављен је 17. децембра 1991. године након потписивања уговора са независном издавачком кућом Lookout! Records. Четврти студијски албум Dookie објављен је 1. фебруара 1994. године, забележио је велики комерцијани успех, а продат је у 10 милиона примерака у Сједињеним Државама и у 20 милиона примерака широм света. На албуму Dookie нашли су се синглови Longview, Basket Case и When I Come Around. Након издавања албума Dookie, Грин деј постао је један од најпопуларнијих панк рок бендова деведесетих година.
Четврти студијски албум Insomniac објављен је 10. октобра 1995. године. Иако није био успешан као претходни албум бенда, доспео је на друго мести америчке листе Билборд 200 и додељен му је двоструки платинумски сертификат од стране Америчког удружења дискографских кућа. Пети по реду студијски албум Nimrod, објављен је 14. октобра 1997. године и нашао се на десетом месту листе Билборд 200. На албуму Nimrod нашли су се синглови, а најуспешнији био је Good Riddance (Time of Your Life), који се нашао на листама међу првих десет синглова неколико земаља, укључујући Канаду и Аустралију. Шести студијски албум Warning објављен је у октобру 2000. године и имао је благи комерцијални успех. Албум се нашао на листи Билборд 200 и добио је златни сертификат од стране Америчког удружења дискографских кућа.
Седми студијски албум American Idiot објављен је 21. септембра 2004. године. Албум је продат у преко 6 милиона примерака у Сједињеним Државама и преко 14 милиона примерака широм света. На албуму се нашло пет синглова American Idiot", Boulevard of Broken Dreams, Holiday, Wake Me Up When September Ends и Jesus of Suburbia, који су били изузетно успешни. Осми студијски албум 21st Century Breakdown објављен је у мају 2009. године и нашао се на врху листе Биборд 200, а добио је платинумски сертификат од стране Америчког удружења дискографских кућа. Два сингла са албума Know Your Enemy и 21 Guns нашли су се међу на америчкој листи Билборд хот 100. Трилогија студијских албума ¡Uno!, ¡Dos!, и ¡Tré! објављени су 2012. године и досегли су друго, девето и тринаесто место на америчкој листи Билборд 2000. Године 2016. у октобру Грин деј објавио је албум Revolution Radio, који је био на врху листе Билборд 200.

## Албуми

### Студијски албуми
| Назив | Детаљи | Позиција | Позиција | Позиција | Позиција | Позиција | Позиција | Позиција | Позиција | Позиција | Позиција | Број проданих примерака                             | Сертификат |
| Назив | Детаљи | САД      | АУС      | АУС 40   | КАН      | НЕМ      | ИР       | ХОЛ      | НЗ       | ШВА      | УК       | Број проданих примерака                             | Сертификат |
| --- | --- | -------- | -------- | -------- | -------- | -------- | -------- | -------- | -------- | -------- | -------- | --------------------------------------------------- | --- |
| 39/Smooth | - Датум објављивања: 13. април 1990. (САД) - Издавачка кућа: Lookout Records - Формат: касета, винил                                 | —        | —        | —        | —        | —        | —        | —        | —        | —        | —        |                                                     | |
| Kerplunk | - Датум објављивања: 17. децембар 1991. (САД) - Издавачка кућа: Lookout! - Формат: касета, винил, компакт диск                       | —        | —        | —        | —        | —        | —        | —        | —        | —        | —        | - Свет: 2,000,000 - САД: 1,000,000                  | - RIAA: Платина - BPI: Златно - MC: Златно |
| Dookie | - Датум објављивања: 1. фебруар 1994. (САД) - Издавачка кућа: Reprise Records - Формат: касета, винил, компакт диск                  | 2        | 1        | 4        | 1        | 4        | 38       | 5        | 1        | 3        | 13       | - Свет: 20,000,000 - САД: 10,000,000 - УК: 966,575  | - RIAA: Дијамантски - ARIA: 5× Платина - BPI: 3× Платина - BVMI: 3× Златно - IFPI АУС: Платина - IFPI ШВА: Златно - IRMA: 4× Платина - MC: Дијамантски                    |
| Insomniac | - Датум објављивања: 10. октобар 1995. (САД) - Издавачка кућа: Reprise - Формат: касета, винил, компакт диск                         | 2        | 5        | 2        | 4        | 12       | —        | 22       | 5        | 5        | 8        | - САД: 2,100,000                                    | - RIAA: 2× Платина - ARIA: Платина - BPI: Платина - BVMI: Златно - IFPI АУС: Златно - MC: 2× Платина                                                                      |
| Nimrod | - Датум објављивања: 14. октобар 1997. (САД) - Издавачка кућа: Reprise - Формат: касета, винил, компакт диск                         | 10       | 3        | 28       | 4        | 31       | 34       | 80       | 22       | 36       | 11       | - САД: 2,100,000                                    | - RIAA: 2× Платина - ARIA: 3× Платина - BPI: Платина - MC: 2× Платина |
| Warning | - Датум објављивања: 3. октобар 2000.(САД) - Издавачка кућа: Reprise - Формат: касета, винил, компакт диск                           | 4        | 7        | 14       | 2        | 21       | 13       | 84       | 20       | 25       | 4        | - САД: 1,200,000                                    | - RIAA: Златно - ARIA: Платина - BPI: Златно - MC: Платина |
| American Idiot                                                                                                | - Датум објављивања: 21. септембар 2004. (САД) - Издавачка кућа: Reprise - Формат: касета, винил, компакт диск, дигитално преузимање | 1        | 1        | 1        | 1        | 3        | 1        | 4        | 2        | 1        | 1        | - Свет: 14,000,000 - САД: 6,100,000 - УК: 2,171,058 | - RIAA: 6× Платина - ARIA: 6× Платина - BPI: 7× Платина - BVMI: 3× Платина - IFPI AUT: Платина - IFPI SWE: Златно - IRMA: 8× Платина - MC: 6× Платина - RIANZ: 4× Платина |
| 21st Century Breakdown                                                                                        | - Датум објављивања: 15. мај 2008. (САД) - Издавачка кућа: Reprise - Формат: винил, компакт диск, дигитално преузимање               | 1        | 2        | 1        | 1        | 1        | 2        | 4        | 1        | 1        | 1        | - Свер: 3,800,000 - САД: 1,200,000                  | - RIAA: Платина - ARIA: Платина - BPI: Платина - BVMI: 3× Златно - IFPI АУС: Платинаm - IFPI ШВЕ: Златно - IRMA: Платина - MC: 2× Платина - RIANZ: Платина                |
| ¡Uno! | - Датум објављивања: 25. септембар 2012. (САД) - Издавачка кућа: Reprise - Формат: винил, компакт диск, дигитално преузимање         | 2        | 3        | 1        | 3        | 3        | 3        | 8        | 2        | 3        | 2        | - Свет: 1,050,000 - САД: 325,000 - УК: 125,531      | - BPI: Златно - BVMI: Златно - IFPI AUT: Златно - MC: Златно |
| ¡Dos! | - Датум објављивања: 13. новембар 2012. (САД) - Издавачка кућа: Reprise - Формат: винил, компакт диск, дигитално преузимање          | 9        | 10       | 3        | 12       | 4        | 11       | 13       | 5        | 10       | 10       | - САД: 175,000 - УК: 91,870                         | - BPI: Сребрно |
| ¡Tré! | - Датум објављивања: 11. децембар 2012. (САД) - Издавачка кућа: Reprise - Формат: винил, компакт диск, дигитално преузимање          | 13       | 22       | 8        | 22       | 17       | 37       | 30       | 16       | 30       | 31       | - САД: 155,000 - УК: 62,457                         | - BPI: Златно |
| Revolution Radio                                                                                              | - Датум објављивања: 7. октобар 2016. (САД) - Издавачка кућа: Reprise - Формат: винил, компакт диск, дигитално преузимање            | 1        | 2        | 4        | 1        | 2        | 1        | 4        | 1        | 2        | 1        | - Свет: 700,000 - САД: 230,000                      | - BPI: Златно |
| "—" означава издање које или није дебитовало на тој топ-листи или није дебитовало у/на тој држави/територији. | |          |          |          |          |          |          |          |          |          |          |                                                     | |

## Уживо албуми
| Назив | Детаљи | Позиција | Позиција | Позиција | Позиција | Позиција | Позиција | Позиција | Позиција | Позиција | Позиција | Сертификат                                                       |
| Назив | Детаљи | САД      | АУС      | АУС 40   | КАН      | НЕМ      | ИР       | ЈАП      | НЗ       | ШВА      | УК       | Сертификат                                                       |
| --- | --- | -------- | -------- | -------- | -------- | -------- | -------- | -------- | -------- | -------- | -------- | ---------------------------------------------------------------- |
| Bullet in a Bible                                                                                             | - Датум објављивања: 15. новембар 2005. (САД) - Издавачка кућа: Reprise - Формат: винил, компакт диск, дигитално преузимање | 8        | 8        | 5        | 3        | 7        | 8        | 11       | 5        | 7        | 6        | - ARIA: Платина - BPI: Платина - BVMI: Златно - IFPI АУС: Златно |
| Awesome as Fuck                                                                                               | - Датум објављивања: 21. март 2011. (САД) - Издавачка кућа: Reprise - Формат: винил, компакт диск, дигитално преузимање     | 14       | 69       | 8        | 12       | 5        | 9        | 11       | 5        | 9        | 14       | - BVMI: Златно - BPI: Сребрно                                    |
| "—" означава издање које или није дебитовало на тој топ-листи или није дебитовало у/на тој држави/територији. | |          |          |          |          |          |          |          |          |          |          |                                                                  |

### Компилацијски албуми
| Назив | Детаљи | Позиција | Позиција | Позиција | Позиција | Позиција | Позиција | Позиција | Позиција | Позиција | Позиција | Број проданих примерака        | Сертификат                                                        |
| Назив | Детаљи | САД      | АУС      | АУС 40   | НЕМ      | ИР       | ИТА      | ЈАП      | НЗ       | ШВА      | УК       | Број проданих примерака        | Сертификат                                                        |
| --- | --- | -------- | -------- | -------- | -------- | -------- | -------- | -------- | -------- | -------- | -------- | ------------------------------ | ----------------------------------------------------------------- |
| 1,039/Smoothed Out Slappy Hours                                                                               | - Датум објављивања: 1. јул 1991.(САД) - Издавачка кућа: Lookout! - Format: CD, Cassette                     | —        | —        | —        | —        | —        | —        | —        | —        | —        | —        | - САД: 632,000                 | - RIAA: Златно - BPI: Златно                                      |
| International Superhits!                                                                                      | - Датум објављивања: 13. новембар 2001.(САД) - Издавачка кућа: Reprise - Формат: винил, компакт диск, касета | 40       | 11       | 48       | 67       | 13       | 17       | 4        | 5        | 61       | 15       | - САД: 1,200,000 - УК: 852,000 | - RIAA: Платина - ARIA: 3× Платина - BPI: 2× Платина - MC: Златно |
| Shenanigans                                                                                                   | - Датум објављивања: 2. јул 2002. (САД) - Издавачка кућа: Reprise - Формат: винил, компакт диск, касета      | 27       | —        | 33       | 100      | 27       | —        | 13       | —        | —        | 32       | - САД: 183,000                 | - BPI: Сребрно                                                    |
| Demolicious                                                                                                   | - Датум објављивања: 19. април 2014. - Издавачка кућа: Reprise - Формат: винил, компакт диск, касета         | 112      | —        | —        | —        | —        | 31       | —        | —        | —        | 119      |                                |                                                                   |
| Greatest Hits: God's Favorite Band                                                                            | - Датум објављивања: 17. новембар 2017. - Издавачка кућа: Reprise - Формат: винил, компакт диск              | 39       | 16       | 30       | 36       | 17       | 25       | —        | 21       | —        | 22       |                                |                                                                   |
| "—" означава издање које или није дебитовало на тој топ-листи или није дебитовало у/на тој држави/територији. | |          |          |          |          |          |          |          |          |          |          |                                |                                                                   |

### Саундтрек албум
| Назив                                                | Детаљи | Позиција | Позиција | Позиција | Позиција | Позиција |
| Назив                                                | Детаљи | САД      | АУС 40   | НЕМ      | ИТА      | ШВЕ      |
| ---------------------------------------------------- | --- | -------- | -------- | -------- | -------- | -------- |
| American Idiot: The Original Broadway Cast Recording | - Датум објављивања: 20. април 2010. (САД) - Издавачка кућа: Reprise - Формат: компакт диск, дигитално преузимање | 43       | 15       | 70       | 48       | 46       |

### Видео албуми
| Назив | Детаљи                                                                                         | Позиција  | Позиција | Сертификат                                     |
| Назив | Детаљи                                                                                         | САД видео | АУС DVD  | Сертификат                                     |
| --- | ---------------------------------------------------------------------------------------------- | --------- | -------- | ---------------------------------------------- |
| International Supervideos!                                                                                    | - Датум објављивања: 13. новембар 2001. (САД) - Издавачка кућа: Warner - Формат: DVD           | 10        | 18       | - RIAA: Платина - ARIA: Платина - BPI: Платина |
| Bullet in a Bible                                                                                             | - Датум објављивања: 15. новембар 2005.(САД) - Издавачка кућа: Reprise - Фромат: DVD, блуреј   | 1         | —        | - ARIA: Платина - BVMI: Златно - RMNZ: Златно  |
| Awesome as Fuck                                                                                               | - Датум објављивања: 22. март 2011. (САД) - Издавачка кућа: Reprise - Формат: DVD, блуреј      | —         | —        |                                                |
| ¡Cuatro! | - Датум објављивања: 24. септембар 2013. (САД) - Издавачка кућа: Reprise - Формат: DVD, блуреј | —         | 26       |                                                |
| "—" означава издање које или није дебитовало на тој топ-листи или није дебитовало у/на тој држави/територији. |                                                                                                |           |          |                                                |

### Бокс сетови
| The Green Day Collection                                                                                      | - Датум објављивања: 22. децембар 2009. (САД) - Издавачка кућа: Reprise - Format: DL    | — | —  | —  | —  |
| The Studio Albums 1990–2009                                                                                   | - Датум објављивања: 27. август 2012. (САД) - Издавачка кућа: Reprise - Format: CD      | — | 62 | 49 | 96 |
| Green Day | - Датум објављивања: 2012. (САД) - Издавачка кућа: Reprise - Format: CD                 | — | —  | —  | —  |
| Uno... Dos... Tré!                                                                                            | - Датум објављивања: 11. децембар 2012. (САД) - Издавачка кућа: Reprise - Формат: ДЛ ЦД | — | —  | —  | —  |
| "—" означава издање које или није дебитовало на тој топ-листи или није дебитовало у/на тој држави/територији. |                                                                                         |   |    |    |    |

## Епови
| Назив | Детаљи                                                                                        | Позиција | Позиција | Позиција |
| Назив | Детаљи                                                                                        | САД      | АУС 40   | ЈАП      |
| --- | --------------------------------------------------------------------------------------------- | -------- | -------- | -------- |
| 1,000 Hours                                                                                                   | - Датум објављивања: 1989. (САД) - Издавачка кућа: Lookout! - Формат: грамофонска плоча       | —        | —        | —        |
| Slappy | - Датум објављивања: 1990. (САД) - Издавачка кућа: Lookout! - Формат: грамофонска плоча       | —        | —        | —        |
| Sweet Children                                                                                                | - Датум објављивања: 1990. (САД) - Издавачка кућа: Skene!_Records - Формат: грамофонска плоча | —        | —        | —        |
| Live Tracks                                                                                                   | - Датум објављивања: 1994. (ЈАП) - Издавачка кућа: Reprise - Формат: ЦД                       | —        | —        | —        |
| Bowling Bowling Bowling Parking Parking                                                                       | - Датум објављивања: јул 1996. (ЈАП) - Издавачка кућа: Reprise - Формат: ЦД                   | —        | 34       | 42       |
| Foot In Mouth                                                                                                 | - Датум објављивања: 25. април 1997. (JPN) - Издавачка кућа: Reprise - Формат: ЦД             | —        | —        | —        |
| Tune In, Tokyo...                                                                                             | - Датум објављивања: 9. октобар 2001.(ЈАП) - Издавачка кућа: Reprise - Формат: ЦД             | —        | —        | 29       |
| Last Night on Earth: Live in Tokyo                                                                            | - Датум објављивања: 11. новембар 2009. (ЈАП) - Издавачка кућа: Reprise - Формат: ЦД, ДЛ ЦД   | 198      | —        | 31       |
| 21 Guns Live E.P.                                                                                             | - Датум објављивања: 4. септембар 2009. (АУС) - Издавачка кућа: Reprise - Формат: ДЛ ЦД       | —        | —        | —        |
| Oh Love | - Датум објављивања: 14. август 2012. (САД) - Издавачка кућа: Reprise - Формат: ЦД            | —        | —        | —        |
| "—" означава издање које или није дебитовало на тој топ-листи или није дебитовало у/на тој држави/територији. |                                                                                               |          |          |          |

## Синглови
| Назив | Година | Позиција | Позиција | Позиција | Позиција | Позиција | Позиција | Позиција | Позиција | Позиција | Позиција | Сертификат                                                                     | Албум                                                            |
| Назив | Година | САД      | САД Alt. | АУС      | КАН      | НЕМ      | ИР       | ХОЛ      | НЗ       | ШВЕ      | УК       | Сертификат                                                                     | Албум                                                            |
| --- | ------ | -------- | -------- | -------- | -------- | -------- | -------- | -------- | -------- | -------- | -------- | ------------------------------------------------------------------------------ | ---------------------------------------------------------------- |
| "Longview" | 1994   | —[A]     | 1        | 33       | —        | —        | —        | —        | —        | —        | 30       |                                                                                | Dookie                                                           |
| "Welcome to Paradise"                                                                                         | 1994   | —[B]     | 7        | 44       | —        | —        | —        | —        | 21       | —        | 20       |                                                                                | Dookie                                                           |
| "Basket Case"                                                                                                 | 1994   | —[C]     | 1        | 85       | 12       | 18       | 11       | 39       | 21       | 3        | 7        | - BPI: Платина                                                                 | Dookie                                                           |
| "When I Come Around"                                                                                          | 1995   | —[D]     | 1        | 7        | 3        | 45       | —        | 33       | 4        | 28       | 27       | - RIAA: Златно - ARIA: Златно                                                  | Dookie                                                           |
| "She" | 1995   | —[E]     | 5        | —        | —        | —        | —        | —        | —        | —        | —        |                                                                                | Dookie                                                           |
| "J.A.R." | 1995   | —[F]     | 1        | —        | 63       | —        | —        | —        | —        | —        | —        |                                                                                | Angus                                                            |
| "Geek Stink Breath"                                                                                           | 1995   | —[G]     | 3        | 40       | 22       | 73       | 27       | —        | 11       | 28       | 16       |                                                                                | Insomniac                                                        |
| "Stuck with Me"                                                                                               | 1995   | —        | —        | 46       | —        | —        | —        | —        | 40       | —        | 24       |                                                                                | Insomniac                                                        |
| "Brain Stew/Jaded"                                                                                            | 1996   | —[H]     | 3        | 88       | 35       | —        | —        | —        | —        | —        | 28       |                                                                                | Insomniac                                                        |
| "Walking Contradiction"                                                                                       | 1996   | —[I]     | 21       | —        | —        | —        | —        | —        | —        | —        | —        |                                                                                | Insomniac                                                        |
| "Hitchin' a Ride"                                                                                             | 1997   | —[J]     | 5        | 26       | 23       | —        | —        | —        | —        | —        | 25       |                                                                                | Nimrod                                                           |
| "Good Riddance (Time of Your Life)"                                                                           | 1997   | —[K]     | 2        | 2[L]     | 5        | —        | 30       | —        | 40       | —        | 11       | - RIAA: Златно - ARIA: 2× Платина - BPI: Платина - MC: Златно                  | Nimrod                                                           |
| "Redundant"                                                                                                   | 1998   | —        | 16       | 2[L]     | —        | —        | —        | —        | —        | —        | 27       | - ARIA: 2× Платина                                                             | Nimrod                                                           |
| "Nice Guys Finish Last"                                                                                       | 1998   | —        | 31       | 80       | —        | —        | —        | —        | —        | —        | —        |                                                                                | Nimrod                                                           |
| "Minority" | 2000   | —[M]     | 1        | 29       | —        | —        | 43       | —        | 39       | —        | 18       |                                                                                | Warning                                                          |
| "Warning" | 2000   | —[N]     | 3        | 19       | —        | —        | 46       | —        | 37       | —        | 27       |                                                                                | Warning                                                          |
| "Waiting" | 2001   | —        | 26       | —        | —        | —        | —        | —        | —        | —        | 34       |                                                                                | Warning                                                          |
| "Poprocks & Coke"                                                                                             | 2001   | —        | —        | —        | —        | —        | —        | —        | —        | —        | —        |                                                                                | International Superhits!                                         |
| "Maria" | 2002   | —        | —        | —        | —        | —        | —        | —        | —        | —        | —        |                                                                                | International Superhits!                                         |
| "I Fought the Law"                                                                                            | 2004   | —        | —        | —        | —        | —        | —        | —        | —        | —        | —        |                                                                                | Није ни на једном албуму                                         |
| "Shoplifter"                                                                                                  | 2004   | —        | —        | —        | —        | —        | —        | —        | —        | —        | —        |                                                                                | Није ни на једном албуму                                         |
| "American Idiot"                                                                                              | 2004   | 61       | 1        | 7        | 1        | 28       | 12       | 37       | 7        | 18       | 3        | - RIAA: Златно - ARIA: Платина - BPI: Платина - MC: 2× Платина - RIANZ: Златно | American Idiot                                                   |
| "Boulevard of Broken Dreams"                                                                                  | 2004   | 2        | 1        | 5        | —        | 13       | 2        | 25       | 5        | 2        | 5        | - RIAA: Златно - ARIA: Платина - BPI: Сребрно - BVMI: Златно - MC: Платина     | American Idiot                                                   |
| "Holiday" | 2005   | 19       | 1        | 24       | —        | 50       | 13       | —        | 13       | 25       | 11       | - RIAA: Платина - BPI: Сребрно                                                 | American Idiot                                                   |
| "Wake Me Up When September Ends"                                                                              | 2005   | 6        | 2        | 13       | —        | 22       | 13       | 44       | 10       | 21       | 8        | - RIAA: Платина - BPI: Златно - MC: Платина                                    | American Idiot                                                   |
| "Jesus of Suburbia"                                                                                           | 2005   | —        | 27       | 24       | —        | 76       | 26       | —        | 26       | —        | 17       |                                                                                | American Idiot                                                   |
| "The Saints Are Coming" (U2 и Грин деј)                                                                       | 2006   | 51       | 22       | 1        | —        | 6        | 1        | 1        | 4        | 4        | 2        |                                                                                | U218 Singles                                                     |
| "Working Class Hero"                                                                                          | 2007   | 53       | 10       | —        | 24       | —        | 26       | 39       | —        | 11       | 136      |                                                                                | Instant Karma: The Amnesty International Campaign to Save Darfur |
| "The Simpsons Theme"                                                                                          | 2007   | —[O]     | —        | —        | 61       | —        | 15       | —        | —        | 34       | 19       |                                                                                | Није ни на једном албуму                                         |
| "Know Your Enemy"                                                                                             | 2009   | 28       | 1        | 20       | 5        | 14       | 11       | 62       | 13       | 10       | 21       | - RIAA: Златно                                                                 | 21st Century Breakdown                                           |
| "21 Guns" | 2009   | 22       | 3        | 14       | 16       | 13       | 21       | 89       | 3        | 8        | 36       | - RIAA: Платина - ARIA: Златно - BPI: Сребрно - RIANZ: Златно                  | 21st Century Breakdown                                           |
| "East Jesus Nowhere"                                                                                          | 2009   | —        | 17       | —        | 71       | —        | —        | —        | —        | —        | —        |                                                                                | 21st Century Breakdown                                           |
| "21st Century Breakdown"                                                                                      | 2009   | —        | —        | —        | —        | 71       | —        | —        | —        | —        | —        |                                                                                | 21st Century Breakdown                                           |
| "Last of the American Girls"                                                                                  | 2010   | —        | 26       | —        | —        | 45       | —        | —        | —        | —        | —        |                                                                                | 21st Century Breakdown                                           |
| "When It's Time"                                                                                              | 2010   | —        | —        | —        | —        | —        | —        | —        | —        | —        | 68       |                                                                                | American Idiot: The Original Broadway Cast Recording             |
| "Oh Love" | 2012   | 97       | 3        | —        | 45       | 44       | —        | 88       | —        | —        | —        | - FIMI: Златно                                                                 | ¡Uno!                                                            |
| "Kill the DJ"                                                                                                 | 2012   | —        | —        | —        | —        | —        | —        | —        | —        | —        | 110      |                                                                                | ¡Uno!                                                            |
| "Let Yourself Go"                                                                                             | 2012   | —        | 17       | —        | —        | —        | —        | 99       | —        | —        | 136      |                                                                                | ¡Uno!                                                            |
| "Stray Heart"                                                                                                 | 2012   | —        | —        | —        | —        | —        | —        | —        | —        | —        | —        | - FIMI: Златно                                                                 | ¡Dos!                                                            |
| "X-Kid" | 2013   | —        | 35       | —        | —        | —        | —        | —        | —        | —        | —        |                                                                                | ¡Tré!                                                            |
| "Bang Bang"                                                                                                   | 2016   | —[P]     | 1        | 83       | 75       | —        | —        | —        | —[Q]     | —        | 84       |                                                                                | Revolution Radio                                                 |
| "Still Breathing"                                                                                             | 2016   | —        | 1        | —        | —        | —        | —        | —        | —        | —        | —        |                                                                                | Revolution Radio                                                 |
| "Revolution Radio"                                                                                            | 2017   | —        | 21       | —        | —        | —        | —        | —        | —        | —        | —        |                                                                                | Revolution Radio                                                 |
| "Back In the USA"                                                                                             | 2017   | —        | —[R]     | —        | —        | —        | —        | —        | —        | —        | —        |                                                                                | Greatest Hits: God's Favorite Band                               |
| "—" означава издање које или није дебитовало на тој топ-листи или није дебитовало у/на тој држави/територији. |        |          |          |          |          |          |          |          |          |          |          |                                                                                |                                                                  |

### Промотивни синглови
| Назив                                  | Година | Албум                    |
| -------------------------------------- | ------ | ------------------------ |
| "86"                                   | 1995   | Insomniac                |
| "Prosthetic Head"                      | 1998   | Nimrod                   |
| "Blood, Sex & Booze"                   | 2001   | Warning                  |
| "Macy's Day Parade"                    | 2001   | Warning                  |
| "Maria"                                | 2001   | International Superhits! |
| "Ha Ha You're Dead"                    | 2002   | Shenanigans              |
| "Before the Lobotomy"                  | 2009   | 21st Century Breakdown   |
| "Restless Heart Syndrome"              | 2009   | 21st Century Breakdown   |
| "Cigarettes and Valentines" (уживо)    | 2011   | Awesome as Fuck          |
| "21 Guns" (уживо)                      | 2011   | Awesome as Fuck          |
| "Don't Want to Know If You Are Lonely" | 2011   | Није ни на једном албуму |
| "Nuclear Family"                       | 2012   | ¡Uno!                    |

## Остале песме
| Назив                   | Година | Позиција | Позиција | Албум                                     |
| Назив                   | Година | ЈАП      | УК рок   | Албум                                     |
| ----------------------- | ------ | -------- | -------- | ----------------------------------------- |
| "The Forgotten"         | 2012   | 11       | 39       | The Twilight Saga: Breaking Dawn – Part 2 |
| "Youngblood"            | 2016   | —        | 20       | Revolution Radio                          |
| "Somewhere Now"         | 2016   | —        | 23       | Revolution Radio                          |
| "Say Goodbye"           | 2016   | —        | 26       | Revolution Radio                          |
| "Bouncing Off the Wall" | 2016   | —        | 34       | Revolution Radio                          |
| "Outlaws"               | 2016   | —        | 36       | Revolution Radio                          |

## Остали пројекти
| Назив                                    | Година | Албум                                                  |
| ---------------------------------------- | ------ | ------------------------------------------------------ |
| "Sweet Home Alabama"                     | 1993   | Gilman Street Block Party                              |
| "Eye of the Tiger"                       | 1993   | Gilman Street Block Party                              |
| "Rock You Like a Hurricane"              | 1993   | Gilman Street Block Party                              |
| "When I Come Around" (live)              | 1994   | Woodstock '94                                          |
| "The Ballad of Wilhelm Fink"             | 1999   | Short Music for Short People                           |
| "When I Come Around" (уживо)             | 1999   | Saturday Night Live, The Musical Performances Volume 2 |
| "Private Hell" (Грин Деј и Иги Поп)      | 2003   | Skull Ring                                             |
| "Supermarket" (Иги Поп и Грин деј)       | 2003   | Skull Ring                                             |
| "Favorite Son"                           | 2004   | Rock Against Bush, Vol. 2                              |
| "American Idiot" (уживо)                 | 2005   | Later... with Jools Holland – Even Louder              |
| "Holiday"/"We Are the Champions" (уживо) | 2005   | Live 8 concert, Berlin                                 |
| "Boulevard of Broken Dreams" (уживо)     | 2006   | Best of Later... with Jools Holland                    |

### Саундтрекови
| Title                          | Година | Албум                    | Филм                                     |
| ------------------------------ | ------ | ------------------------ | ---------------------------------------- |
| "J.A.R. (Jason Andrew Relva)"  | 1995   | International Superhits! | Angus                                    |
| "2000 Light Years Away"        | 1995   | Kerplunk                 | The Jerky Boys: The Movie                |
| "Tired of Waiting for You"     | 1997   | Shenanigans              | Интимни делови                           |
| "Brain Stew (Godzilla ремикс)" | 1998   | Insomniac                | Годзила                                  |
| "Nice Guys Finish Last"        | 1999   | Nimrod                   | Varsity Blues                            |
| "Espionage"                    | 1999   | Shenanigans              | Остин Пауерс: Шпијун који ме је креснуо' |
| "Scumbag"                      | 2001   | Shenanigans              | Америчка пита 2                          |
| "Blood, Sex and Booze"         | 2001   | Warning                  | Фреди је крив за све                     |
| "Outsider"                     | 2002   | Shenanigans              | Нова фаца                                |
| "Holiday"                      | 2004   | American Idiot           | Прихваћено                               |
| "21 Guns"                      | 2009   | 21st Century Breakdown   | Трансформерси: Освета пораженог          |
| "Stop, Drop and Roll"          | 2010   | Stop Drop and Roll!!!    | Само га доведи                           |
| "99 Revolutions"               | 2012   | ¡Tré!                    | The Campaign                             |
| "The Forgotten"                | 2012   | ¡Tré!                    | Сумрак сага: Праскозорје - 2. део        |
| "Ordinary World"               | 2016   | Revolution Radio         | Ordinary World                           |

| Назив                            | Година | Албум                  | Игрица                         |
| -------------------------------- | ------ | ---------------------- | ------------------------------ |
| "American Idiot"                 | 2004   | American Idiot         | Madden NFL 2005                |
| "Roshambo"                       | 2004   | Money Money 2020       | NHL 2005                       |
| "Holiday"                        | 2005   | American Idiot         | Tony Hawk's American Wasteland |
| "Teenagers from Mars"            | 2005   | Money Money 2020       | Tony Hawk's American Wasteland |
| "Wake Me Up When September Ends" | 2005   | American Idiot         | Madden NFL 06                  |
| "Know Your Enemy"                | 2009   | 21st Century Breakdown | NHL 10                         |
| Multiple songs                   | 2010   | Multiple               | Green Day: Rock Band           |
| "Oh Love"                        | 2012   | ¡Uno!                  | Rock Band 3/Blitz              |
| "Stop When the Red Lights Flash" | 2012   | ¡Dos!                  | Need for Speed: Most Wanted    |
| "X-Kid"                          | 2014   | ¡Tre!                  | Rocksmith 2014 Edition         |

## Спотови
| Назив                                  | Година | Режисер(и)                        |                          |
| -------------------------------------- | ------ | --------------------------------- | ------------------------ |
| "Longview"                             | 1994   | Марк Кохр                         |                          |
| "Welcome to Paradise"                  | 1994   | Роберт Карусо                     |                          |
| "Basket Case"                          | 1994   | Марк Кохр                         |                          |
| "When I Come Around"                   | 1994   | Марк Кохр                         |                          |
| "Geek Stink Breath"                    | 1995   | Марк Кохр                         |                          |
| "Stuck with Me"                        | 1995   | Марк Кохр                         |                          |
| "Brain Stew/Jaded"                     | 1995   | Кевин Керслејк                    |                          |
| "Walking Contradiction"                | 1996   | Роман Копола                      |                          |
| "Hitchin' a Ride"                      | 1997   | Марк Кохр                         |                          |
| "Good Riddance (Time of Your Life)"    | 1997   | Марк Кохр                         |                          |
| "Redundant"                            | 1998   | Марк Кохр                         |                          |
| "Nice Guys Finish Last"                | 1998   | Еван Бернард                      |                          |
| "Last Ride In"                         | 1999   | Ленс Бенгс                        |                          |
| "Minority"                             | 2000   | Еван Бернард                      |                          |
| "Warning"                              | 2000   | Франсис Лоренс                    |                          |
| "Don't Want To Know If You Are Lonely" | 2000   | Није ни на једном албуму          | Није ни на једном албуму |
| "Waiting"                              | 2001   | Марк Веб                          |                          |
| "Macy's Day Parade"                    | 2001   | Марк Кохр                         |                          |
| "American Idiot"                       | 2004   | Самуел Бајер                      |                          |
| "Boulevard of Broken Dreams"           | 2004   | Самуел Бајер                      |                          |
| "Holiday"                              | 2005   | Самуел Бајер                      |                          |
| "Wake Me Up When September Ends"       | 2005   | Самуел Бајер                      |                          |
| "Jesus of Suburbia"                    | 2005   | Самуел Бајер                      |                          |
| "Whatsername" (неиздато)               | 2005   | Није ни на једном албуму          | Није ни на једном албуму |
| "The Saints Are Coming" (with U2)      | 2006   | Крис Милк                         |                          |
| "Working Class Hero"                   | 2007   | Самуел Бајер                      |                          |
| "Know Your Enemy"                      | 2009   | Метју Кулен                       |                          |
| "21 Guns"                              | 2009   | Марк Веб                          |                          |
| "East Jesus Nowhere"                   | 2009   | Крис Дуган, М. Даглас Силверстеин |                          |
| "21st Century Breakdown"               | 2009   | Марк Веб                          |                          |
| "Last of the American Girls"           | 2010   | Марк Веб                          |                          |
| "Cigarettes and Valentines"            | 2011   | Крис Дуган                        |                          |
| "Oh Love"                              | 2012   | Самуел Бајер                      |                          |
| "Kill the DJ"                          | 2012   | Самуел Бајер                      |                          |
| "Let Yourself Go" (live)               | 2012   | Тим Вилер, Farm League            |                          |
| "Nuclear Family"                       | 2012   | Farm League                       |                          |
| "Stay the Night"                       | 2012   | Farm League                       |                          |
| "Troublemaker"                         | 2012   | Farm League                       |                          |
| "Stray Heart"                          | 2012   | Roboshobo                         |                          |
| "The Forgotten"                        | 2012   | Бил Берг Хилингер                 |                          |
| "Bang Bang"                            | 2016   | Тим Амстронг                      |                          |
| "Still Breathing"                      | 2016   | П. Р. Браун                       |                          |
| "Revolution Radio"                     | 2017   | Грег Шендер, Крис Дуган           |                          |
| "Back In The USA"                      | 2017   | Брендан Волтер, Грег Јаголнизер   |                          |